# Ivy Ledbetter Lee
Ivy Ledbetter Lee (16 de julho de 1877 - 9 de novembro de 1934) foi um jornalista e relações-públicas estadunidense. É considerado o fundador das relações públicas modernas. Lee é mais conhecido por seu trabalho de relações públicas com a família Rockefeller e com o regime nazista.

## Biografia
Ivy Lee nasceu na Geórgia, filho de um padre e começou a sua carreira no jornalismo depois de se graduar na Universidade de Princeton, em 1898. Trabalhou durante cinco anos no o jornal World em Wall Street até virar assessor do candidato Seth Low na sua candidatura para a Prefeitura de Nova Iorque. Tornou-se assim membro do comitê do Partido Democrata.
Em 1904, começou a trabalhar na agência de publicidade de George Parker, ajudando a transformá-la na terceira maior agência do país. Durante uma greve de mineradores, a agência George Baer & Associates pediu ajuda a Ivy Lee para resolver o conflito. Como medida de solução para a greve, Lee criou sua frase emblemática: "O público deve ser informado".

## Família Rockefeller e o Massacre de Ludlow
Tido como o pai das Relações Públicas, o jornalista tornou-se assessor do ilustre John D. Rockefeller em 1914 e se projetou como grande profissional durante seu trabalho para a Pennsylvania Railroad Company, representando também toda a família Rockefeller.

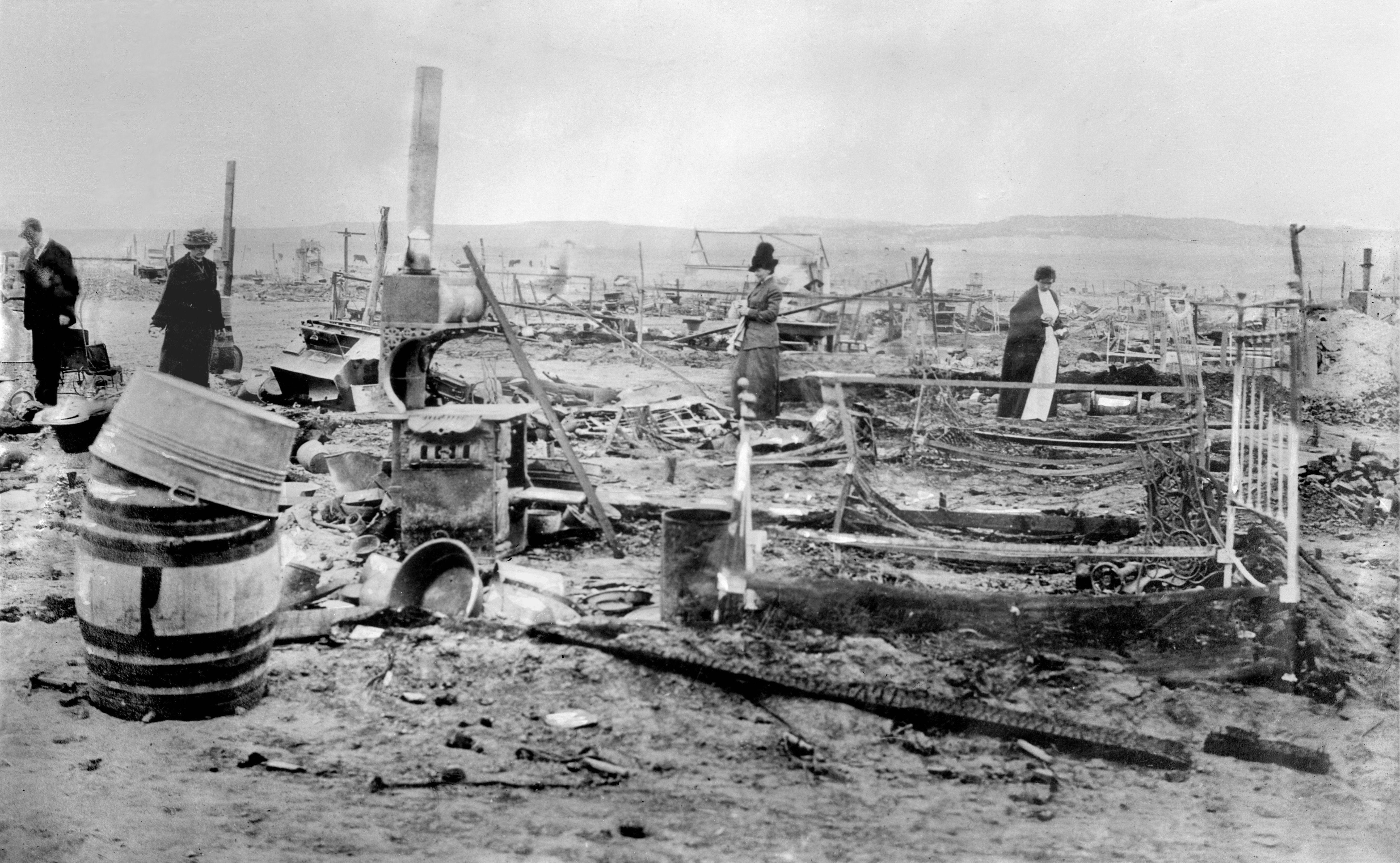
Ruínas de Ludlow após o massacre

Naquele momento, a tradicional família ligada ao petróleo estava sendo muito criticada pela opinião pública por conta do conflito entre mineiros e as forças militares do colorado que ficou conhecido como o Massacre de Ludlow. O conflitou resultou na morte de 19 a 26 pessoas, incluindo duas mulheres e 11 crianças.
Lee alertou à Família Rockefeller que eles estavam perdendo suporte popular e desenvolveu uma estratégia para Rockefeller Junior executar, a fim de recuperar seu prestígio com a classe trabalhadora. Parte do plano elaborado por Lee foi enviar Junior pessoalmente para conversar com os mineradores e suas famílias, inspecionar suas condições de trabalho, suas casas, e especialmente ouvir suas queixas pessoais. A estratégia atraiu a atenção da mídia, que passou a divulgar uma versão mais humanizada da Família Rockefeller. 
Lee também criou o que chamamos atualmente de press release, elaborou a filosofia de uma via de duas-mãos entre instituições e o público e publicou uma declaração de princípios, que dizia que trabalhos de Relações Públicas deveriam cobrir tópicos de interesses públicos.

## Envolvimento com o Nazismo, morte e legado
Registros históricos indicam que Ivy Lee foi um consultor não-remunerado de Relações Públicas da Alemanha nazista durante a década de 1930.
Os sociólogos britânicos David Miller e William Dinan documentaram registros de uma reunião entre Ivy Lee, Adolfo Hitler e Joseph Goebbels em 1934. Na ocasião, Lee aconselhou Goebbels a cessar esforços de propaganda nos Estados Unidos, e a se encontrar pessoalmente com diplomatas e líderes de imprensa a fim de fortalecer as relações entre os dois países. De acordo com o embaixador dos EUA em Berlim, William Dodd, Goebbels seguiu esse conselho à risca.
Mais tarde, naquele mesmo ano, Lee foi convocado para prestar explicações sobre suas relações com os nazistas. Lee se defendeu dizendo que não havia participado da Propaganda nazi nos Estados Unidos.
Lee morreu em novembro do mesmo ano, enquanto trabalhava no departamento de relações públicas da Chrysler. Seu trabalho passou a ser estudado em universidades do porte e do prestígio de Yale, Harvard e Colúmbia, que criaram cadeiras específicas de Relações Públicas e começaram a formar profissionais na área.